# Square Henri-Rousselle
Le square Henri-Rousselle est un espace vert situé au 6, place Paul-Verlaine dans le 13e arrondissement de Paris.

## Situation et accès
D'une superficie de 780 m2, le square est accessible par la rue Bobillot et la rue de la Butte-aux-Cailles.
Il est desservi par la ligne 6 à la station Corvisart.

## Description
Il est agrémenté d'un buste en bronze d'Henri Rousselle, œuvre du sculpteur Denis Saula datant de 1924.

## Origine du nom
Il a pris ce nom en hommage à Henri Rousselle (1866-1925), qui fut notamment président du conseil général du département de la Seine.